# La Paz Centro
La Paz Centro es un municipio ubicado en el departamento de León, en la República de Nicaragua. Esta localidad fue fundada el 8 de enero de 1653 con el nombre de San Nicolás del Valle de Solís y fue ascendida al rango de ciudad en 1969. Es el municipio más extenso de su departamento.
Se ubica a una distancia de 35 kilómetros de León, la segunda ciudad más importante de Nicaragua, y a 57 kilómetros de la capital, Managua.
La Paz Centro es conocida como la "tierra de los artesanos del barro", albergando una destacada industria artesanal enfocada en la producción de tejas y ladrillos. Además, ha jugado un papel significativo en la historia de Nicaragua debido a los diversos acontecimientos políticos y sociales que se han desarrollado en su territorio.
La ciudad mantiene una disputa con Nagarote sobre el reconocimiento como la "cuna del Quesillo", uno de los platos más emblemáticos de la gastronomía nicaragüense.

## Geografía

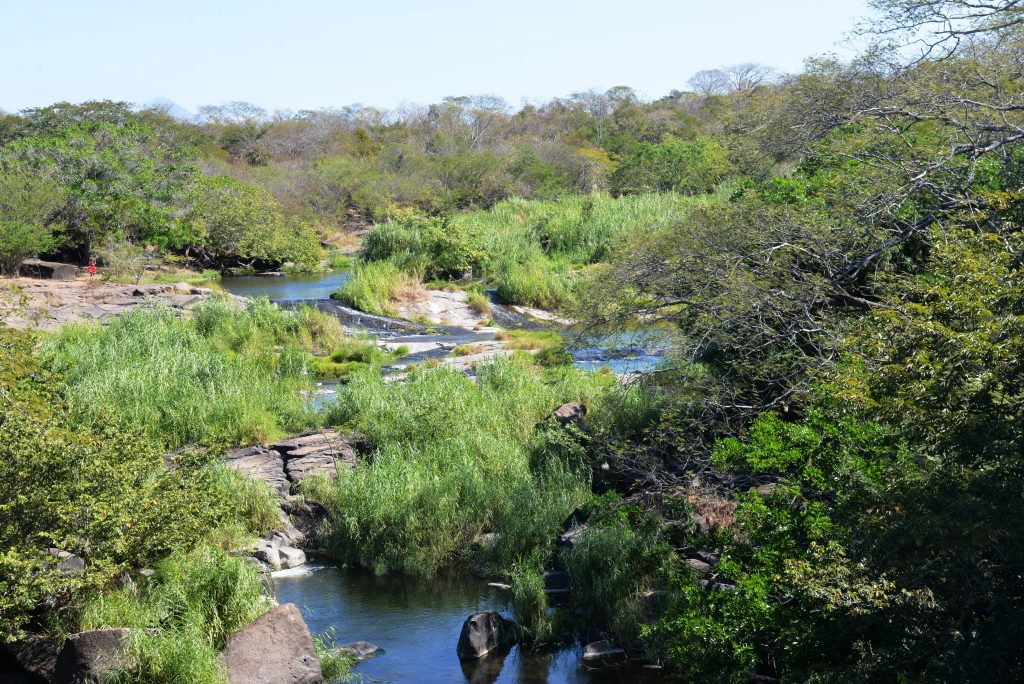
Río Tamarindo

El territorio municipal limita al norte con el municipio de Larreynaga, al sur con el municipio de Nagarote, al este con el Lago Xolotlán y el municipio de El Jicaral y al oeste con el municipio de León. La cabecera municipal está ubicada a 56 kilómetros de la capital de Managua.
Posee atractivos naturales y escénicos, tales como: 
- Ruinas de León Viejo, declaradas Patrimonio Histórico de la Humanidad por la UNESCO.
- Volcán Momotombo, que cantaran Víctor Hugo y Rubén Darío.
- Lago Xolotlán y la isla de Momotombito.
- Baños termales en la hacienda del Obraje.
- Río Aguas Calientes, muy visitado ya que sus aguas son consideradas medicinales desde tiempos pretéritos.
- Río Tamarindo.
- Laguna de Asososca o laguna del Tigre (Teguazinavie) con 1200 metros de extensión acuática de norte a sur y 800 metros de este a oeste.[3]
- Laguneta de Monte Galán (Tecuañavete) con 0,97 km² de espejo de agua.[4]

## Historia
Desde tiempos coloniales su territorio fue usado como camino Real para el paso de las diligencias y toda suerte de caminantes. Fue producto de inmigraciones de la ciudad colonial de León abandonada tras la erupción del volcán Momotombo en el siglo XVII.
Originalmente el asentamiento urbano se localizó en un lugar denominado "Hato de las Palmas". A partir de 1610 conocido como "San Nicolás de los Naboríos" o "Naboria". El fundador fue el rico hacendado don Nicolás de la Torre. 
El municipio fue fundado en 1653 como un pueblo llamado "San Nicolás del Valle de Solís".
Posteriormente se le conoció con el nombre de "Pueblo Nuevo". En 1752 el obispo Morel de Santa Cruz hizo una visita pastoral a todos los pueblos de Nicaragua y reportó su paso por "Pueblo Nuevo, habitado de indios y ladinos, la iglesia es de tejas y tres naves muy pobres, su titular es San Nicolás".
A finales de 1869 el municipio cambió de nombre por decisión del Congreso de La República, desde entonces se conoció por "Villa de la Paz", por haber sido el sitio donde se firmó un protocolo de paz entre el presidente Fernando Guzmán Solórzano y el lic. Francisco Zamora, para poner fin a la guerra civil de ese año en el occidente del país. Posteriormente asumiría el nombre de "la Paz Centro", dado en la estación del ferrocarril del pueblo.
En 1903 se construyó la vía ferroviaria del ramal del ferrocarril del Pacífico de Nicaragua que iba desde la Paz Centro pasando por Puerto Momotombo hasta Matagalpa, para transportar café hacia el puerto de Corinto. En sus inicios se trataba de una recua de carros halado por un enorme tractor que corría sobre una trocha de tierra, pero que convirtió a la Paz Centro en un punto importante de tránsito, llegando a ser la intersección de las dos rutas principales ferroviarias del país: "Chinandega - Managua - Granada" y "Corinto - León - Matagalpa".
Fue recibido en sus derechos de ciudad en 1969.

## Demografía
La Paz Centro tiene una población actual de 32,614 habitantes. De la población total, el 49.4% son hombres y el 50.6% son mujeres. Casi el 72.6% de la población vive en la zona urbana.

## Organización territorial

### Zona Urbana
La zona urbana municipal consta de los siguientes barrios:
1. Adrián Reyes
2. Agapito Osorio
3. Antonio Ulloa
4. Ausberto Narváez
5. Betania
6. Buenos Aires
7. Caserío de Nuevo Amanecer
8. Diecinueve de Julio
9. Elías Téllez
10. Enrique López
11. Enrique Martínez
12. Felipe López
13. Hermanos Reyes
14. Villa de San Nicolás
15. Manuel Velásquez
16. Marcial Muñoz
17. María Elena Narváez
18. Nelson Medrano
19. Nicolás Bolaños
20. Osman Zapata
21. Otilio García
22. Pancasán
23. Raúl Cabezas Lacayo
24. René Linarte
25. Rubén Vílchez
26. Tomás Ocampo
27. Tomás Borge
28. Valerio Linarte

### Zona Rural
Las localidades rurales son las siguientes:
1. Momotombo
2. El Tamarindo
3. Amatitán
4. Rincón de los Bueyes
5. Cabo de Horno
6. La Unión
7. Las Parcelas
8. La Sabaneta
9. La Palma
10. El Guacucal
11. Flor de la Piedra
12. El Chorizo
13. Fuente de Tecuaname
14. Los Portillos
15. El Papalonal
16. Asentamiento Paz de Cristo
17. Los Limones
18. Pancorva
19. Los Arcos
20. El Socorro
21. Las Chacras
22. La Chibola
23. Cuatro Palos
24. La Concha
25. San Gabriel

## Clima
El municipio tiene un clima seco y cálido. Los meses de lluvia son generalmente de junio a octubre, padeciendo sequías prolongadas entre de julio a septiembre. 
La temperatura media anual es de 27 °C en los meses más frescos. La precipitación anual varía entre un mínimo de 500 mm y 2000 mm de máximo.

## Economía
El municipio es zona agrícola, ganadera y de empuje comercial. 
Se cultiva ajonjolí, plátanos y bananos, hortalizas, maíz, sorgo, soja, maní, caña de azúcar, tabaco. 
Se  fabrican tejas, ladrillos y se comercializa la palma real para la construcción de ranchos típicos.
Además, se elabora y comercializa el Quesillo, tradicional bocadillo nicaragüense, que consiste en una trenza de queso melcochoso envuelto en una tortilla caliente con cebolla picada picante, crema fresca y sal, acompañado con una jícara de tiste o de fresco de cacao con leche.
Para 1920 el municipio tenía  una población de 2 787 habitantes, en 1930 aumentó hasta 4 669. 
La alfarería y la fabricación de tejas y ladrillos de barro, ambas actividades ligadas a la exportación de la arcilla y de la leña, se desarrollaron hasta la séptima década del siglo XX. En el censo de 1963, estaban activas 136 alfarerías y 62 tejares, con más de 462 explotaciones agropecuarias.
Ha sido una zona de agricultura extensiva y con poca población donde se cultivó el añil y el algodón, luego se práctico una ganadería extensiva.

## Gastronomía
Se disputa con Nagarote el ser reconocido como "La cuna del Quesillo", un platillo típico nicaragüense a base de queso de leche de vaca que se sirve envuelto en tortilla de maíz nisqueado (Nisquesar: cocer el maíz con ceniza del fogón) aderezado con cebolla encurtida picante picada  finamente, crema ácida de origen vacuno y una pizca de sal al gusto. El quesillo nicaragüense (similar al Queso Oaxaca) suele tener forma circular, cuadrada o en trenza.

## Cultura y tradiciones
Cuenta con el Centro de Cultura "Juan José Toruño Maldonado" y la Biblioteca Municipal.
Las fiestas patronales se realizan el 10 de septiembre de cada año en honor a San Nicolás de Tolentino, fiesta que incluye la tradicional vela con serenata de la imagen del santo patrono desde las 3 de la madrugada antes de efectuarse la "Procesión hacia la Loma de San Nicolás".
También se llevan a cabo actividades recreativas como corridas de toros, desfile hípico, carreras de cintas y elección de la "Reina de las Fiestas".
La iglesia parroquial católica fue declarada en 1971 como "Monumento Histórico Nacional".

## Personas destacadas
- Martha Angélica Quezada, guerrillera sandinista caída en octubre de 1977.
- Omar Adolfo Méndez Esquivel, boxeador miembro del Salón de la Fama del Deporte Nicaragüense.
- Federico José Arbizú MSC, sacerdote católico y misionero del Sagrado Corazón.